# Samuiłowo (obwód Sliwen)
Samuiłowo (bułg. Самуилово) – wieś w Bułgarii, w obwodzie Sliwen, w gminie Sliwen. Według danych szacunkowych Ujednoliconego Systemu Ewidencji Ludności oraz Usług Administracyjnych dla Ludności, 15 czerwca 2020 roku miejscowość liczyła 2 319 mieszkańców.